# Бобовец
Бобовец (болг. Бобовец, крымскотат. Veyisköy) — село в Болгарии. Находится в Добричской области, входит в общину Балчик. Население составляет 85 человек. Село было основано в XIX веке крымскотатарскими эмигрантами из Крыма и до 1950-х годов носило название Вейискёй.

## Политическая ситуация
Кмет (мэр) общины Балчик — Николай Добрев Ангелов (независимый) по результатам выборов.